# 宜寧郡

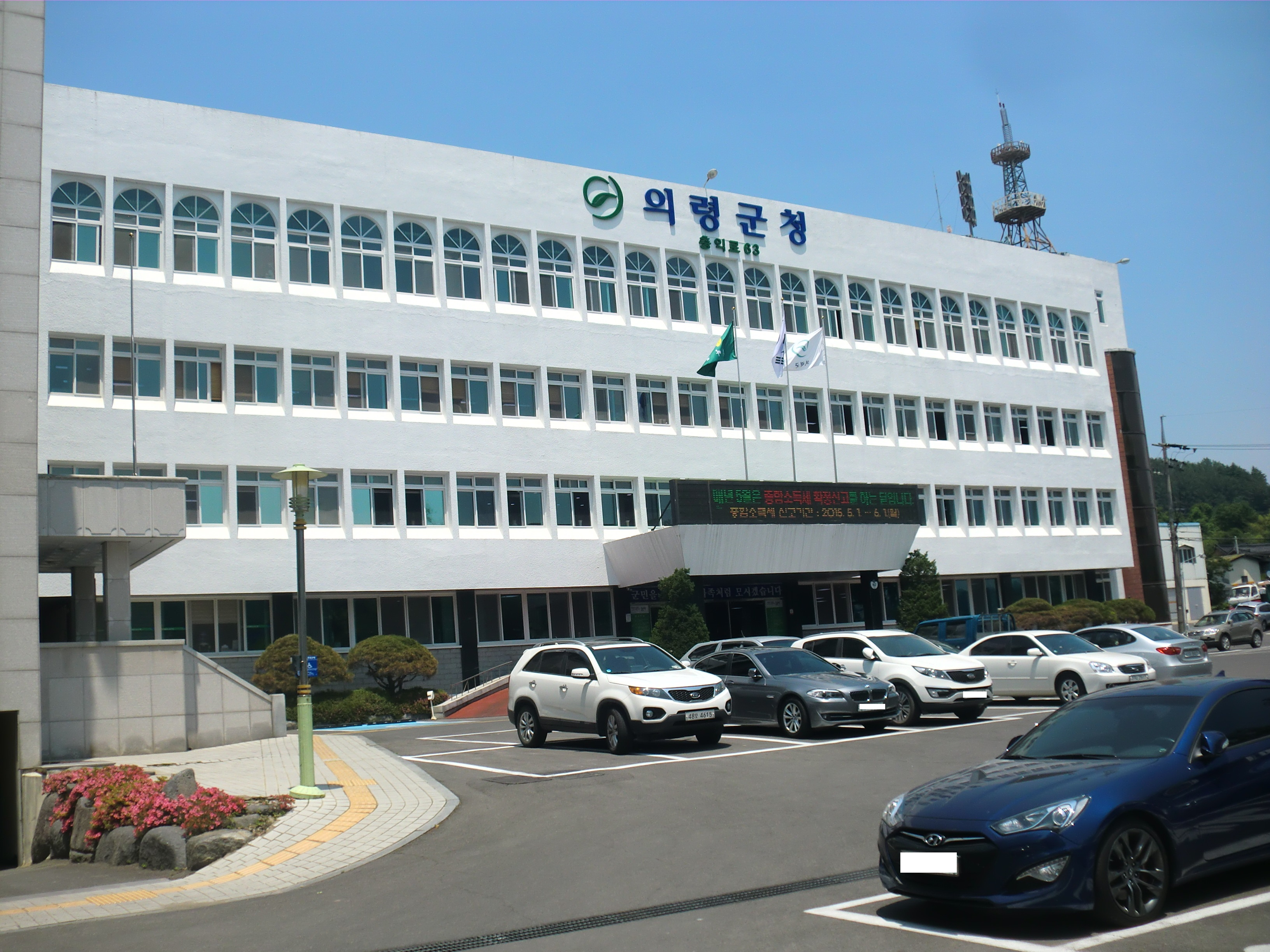
宜寧郡庁

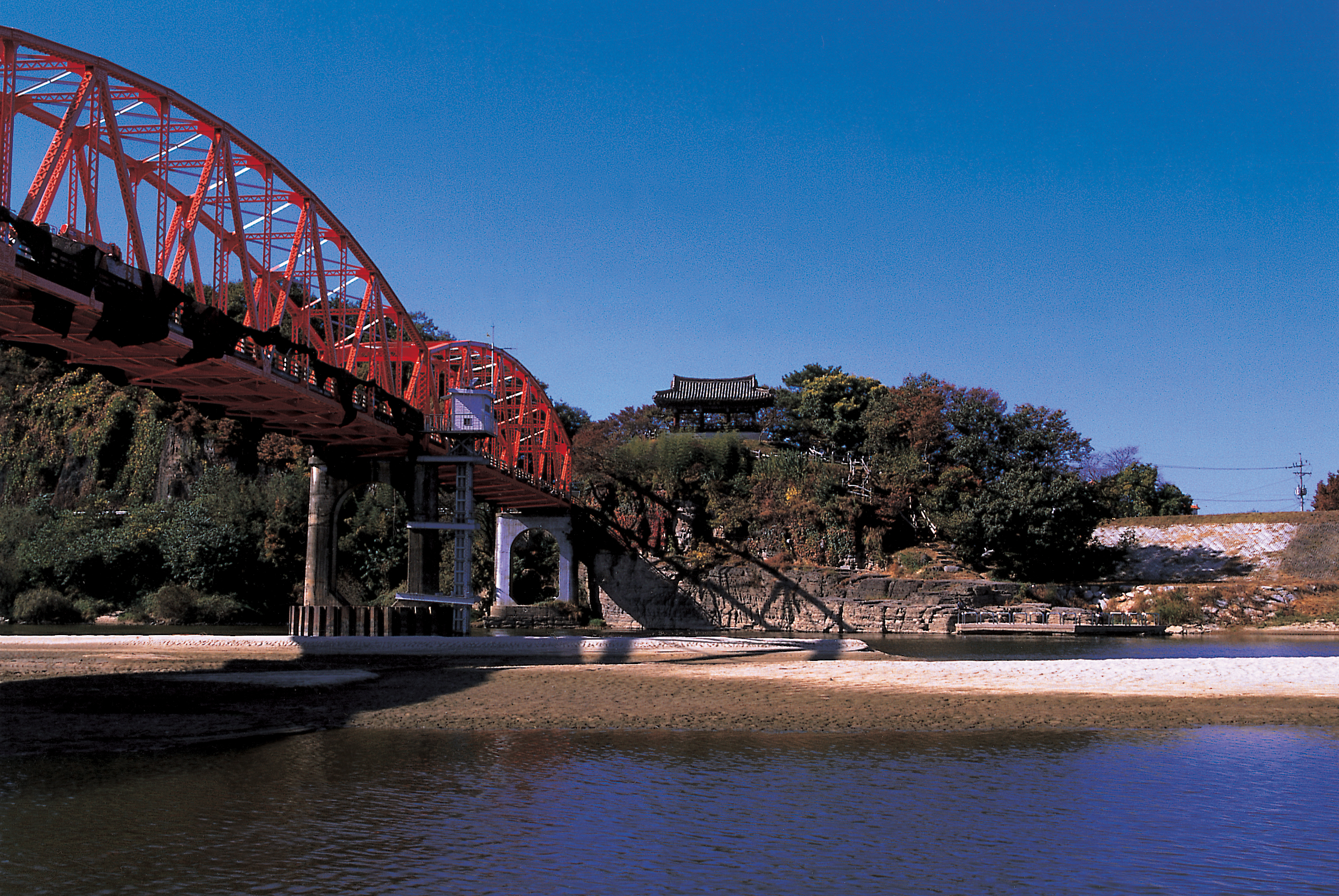
咸安郡郡北面の南江右岸から望む鼎巌楼と旧鼎巌橋（宜寧邑）

宜寧郡（ウィリョンぐん）は、大韓民国慶尚南道の郡。

## 歴史
- 1914年4月1日 - 郡面併合により、陜川郡の一部（宮所面）が宜寧郡に編入。宜寧郡に以下の面が成立。[2]（14面）
  - 宜寧面・嘉礼面・七谷面・大義面・華陽面・上井面・龍徳面・正谷面・芝正面・洛西面・富林面・鳳樹面・宮柳面・柳谷面

| 朝鮮総督府令第111号                  |              |
| 旧行政区画                           | 新行政区画   |
| 宜寧郡風德面、德谷面                 | 風德面       |
| 宜寧郡二嘉礼面、一嘉礼面             | 嘉礼面       |
| 宜寧郡大谷面、募義面                 | 大義面       |
| 宜寧郡 徳岩面、龍岩面                | 龍徳面       |
| 宜寧郡禾谷面、一正東面               | 正谷面       |
| 宜寧郡芝山面、二正東面               | 芝正面       |
| 宜寧郡景山面、富山面、宝林面         | 富林面       |
| 宜寧郡佳樹面、鳳山面                 | 鳳樹面       |
| 宜寧郡一柳谷面                       | 宮柳面       |
| 陜川郡宮所面                         | 宮柳面       |
| 宜寧郡二柳谷面、定谷面、能仁面       | 柳谷面       |
| 宜寧郡七谷面、華陽面、洛西面、上井面 | （変動なし） |
- 1933年1月1日（13面）[3]
  - 華陽面の一部（中村里・下村里）が宜寧面に編入。
  - 上井面および華陽面の残部（上一里・上二里・釜谷里）が合併して華井面が発足。
- 1979年5月1日 - 宜寧面が宜寧邑に昇格。[4]（1邑12面）
- 1983年2月15日 - 陜川郡赤中面の一部（墨方里・巻恵里）が富林面に編入。[5]（1邑12面）
- 1989年1月1日（1邑12面）
  - 陜川郡大陽面烏山里の一部が鳳樹面に編入。
  - 陜川郡三嘉面外吐里の一部が大義面に編入。
  - 鳳樹面の一部が富林面に編入。
- 2003年7月16日 - 宮柳面のハングル表記を「궁유면」から「궁류면」に改称。

## 行政

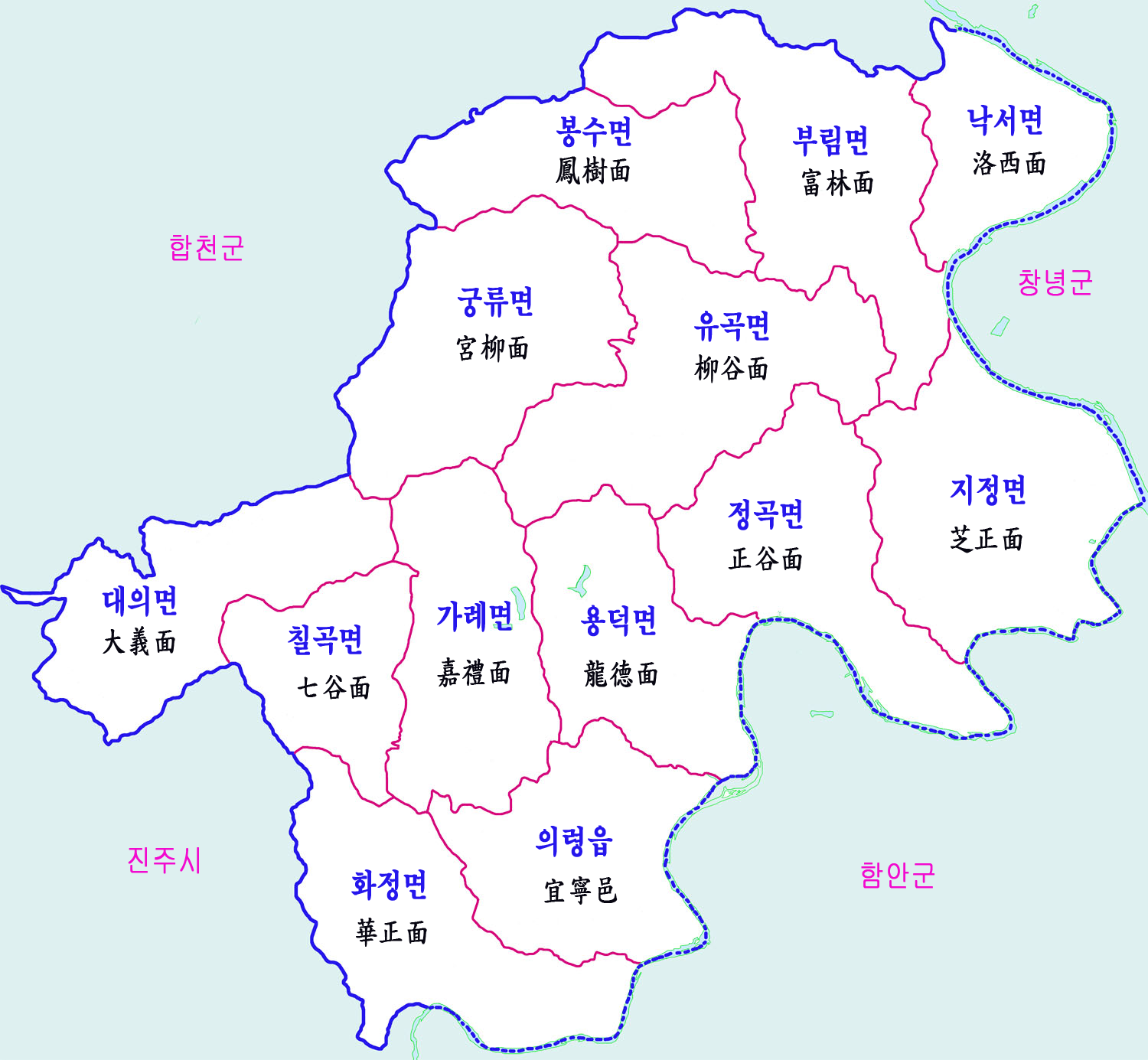
行政区域図

### 行政区域
| 邑・面 | 法定里                                                                                         |
| ------ | ---------------------------------------------------------------------------------------------- |
| 宜寧邑 | 大山里、万川里、東洞里、中洞里、西洞里、中里、上里、下里、茂田里、鼎岩里                       |
| 嘉礼面 | 嘉礼里、甲乙里、介承里、槐津里、修誠里、雲岩里、陽城里、鳳頭里、大川里                         |
| 七谷面 | 内槽里、外槽里、陶山里、山南里、山北里、新浦里                                                 |
| 大義面 | 馬双里、中村里、泉谷里、深池里、多士里、杏亭里、秋山里、新田里、下村里                         |
| 華井面 | 加樹里、徳橋里、上一里、石泉里、華陽里、上井里、上二里                                         |
| 龍徳面 | 佳美里、竹田里、井洞里、梨木里、新村里、淵里、瓦要里、雲谷里、龍沼里、召湘里、橋岩里、佳楽里   |
| 正谷面 | 佳峴里、白谷里、石谷里、礼屯里、赤谷里、中橋里、竹田里、五方里、城隍里、上村里                 |
| 芝正面 | 杜谷里、鳳谷里、城山里、太夫里、柳谷里、梧川里、得所里、馬山里、城堂里、白也里                 |
| 洛西面 | 来済里、阿近里、全火里、井谷里、栗山里、如意里                                                 |
| 富林面 | 甘岩里、墨方里、立山里、益口里、余背里、丹原里、大谷里、幕谷里、新反里、孫吾里、景山里、巻恵里 |
| 鳳樹面 | 西得里、西岩里、新峴里、竹田里、清渓里、森佳里、天楽里                                         |
| 宮柳面 | 桂峴里、碧渓里、雲渓里、坪村里、土谷里、鴨谷里、多峴里                                         |
| 柳谷面 | 塘洞里、馬場里、上谷里、馬頭里、徳川里、上村里、松山里、世干里、漆谷里、烏木里、新村里         |

### 警察
- 宜寧警察署

### 消防
- 宜寧消防署

## 教育
- 宜寧高等学校
- 宜寧女子高等学校（私立）
- 新反情報高等学校
- 龍徳初等学校